# Un mari, c'est un mari
Pour plus de détails, voir Fiche technique et Distribution.
Un mari, c'est un mari est un film français réalisé par Serge Friedman, sorti en 1976.
L'intrigue se déroule dans le Sud près du Grau du Roi (Camargue).

## Synopsis
Fontcaude : une délicieuse maison de famille dans laquelle vit heureuse Ludovique, femme d'un grand chef d'orchestre.
Mais la maison est envahie par des amis, cousins, bonne avec enfants, etc. Trop de jolies filles tournent autour de son mari !
Ludovique n'en peut plus. Elle s'enfuit de la maison pour la plage de son enfance et met son mari face à la situation...

## Fiche technique
- Titre : Un mari, c'est un mari
- Réalisation : Serge Friedman
- Scénario : Frédérique Hébrard, d'après son livre éponyme.
- Dialogues : Frédérique Hébrard  et Louis Velle
- Montage : Bob Wade
- Musique : José Padilla
- Genre : comédie dramatique
- Pays d'origine :  France
- Date de sortie : 1976
- Affiche : Jean Mascii (France)

## Distribution
- Louis Velle : Jean Martel
- Frédérique Hébrard : Ludovique
- Marco Perrin : Pierrot
- Vanessa Vaylord : Fanny, l'élève de Jean
- Gisèle Casadesus : La sénatrice, mère de Ludovique
- Daniel Prévost : Lucien
- Jacqueline Jehanneuf : Ginette
- Roland Armontel : l'amiral
- Philippe Nahon : Thomas
- Nicole Argent (Nicole Gobbi) : Mme Paquin
- Catherine Velle, Nicolas Velle et François Velle : Viviane, Albin et Paul
- Jeanne Herviale : Mme Lasblaise, la femme de ménage
- Jane Rhodes : La Sangria
- Gérard Darmon : Le motard
- Jacqueline Monsigny : L'amie de Ludovique (non créditée)
- Liliane Cebrian : Conception
- Jackie Girard : Monique
- Monique Belluard (créditée Monique Beluard) : La jeune femme seule
- Jeff Knipper : Werther